# Sehlem (Baixa Saxônia)
Sehlem é um município da Alemanha localizado no distrito de Hildesheim, estado da Baixa Saxônia.
Pertence ao Samtgemeinde de Lamspringe.